# Dash Snow
Dash Snow (Nueva York, 27 de julio de 1981-Nueva York, 13 de julio de 2009) fue un artista estadounidense.

## Vida artística
Con 13 años abandona su hogar y se sumerge en el mundo de las drogas. Su obra gira en torno al submundo neoyorquino, que queda retratado con Polaroid. En 2006, el periódico financiero The Wall Street Journal, lo califica como «uno de los diez mejores artistas emergentes» de los Estados Unidos, con lo que logra que sus obras sean expuestas en museos de todo el mundo como el Nicole Kragsbrun o The Royal Academy de Londres.
Conocido por sus collages, fotografías y esculturas.
Falleció en su ciudad natal a causa de una sobredosis de heroína el 13 de julio de 2009.